# Англахгау
Англахгау (на немски: Anglachgau; Angelgau) е малко средновековно франкско гауграфство в днешния северен Баден в Баден-Вюртемберг, Германия.
Намира се на реките Крайх и Залца, между Филипсбург и Карлсруе.

## Графове в Англахгау
- Геролд от Винцгау (* 730; † сл. 784), 777/784 г. граф в Крайхгау и Англахгау, прародител на родовете Геролдони и Удалрихинги, дъщеря му Хилдегард се омъжва през 771 за Карл Велики[1]